# کلم بروکلی

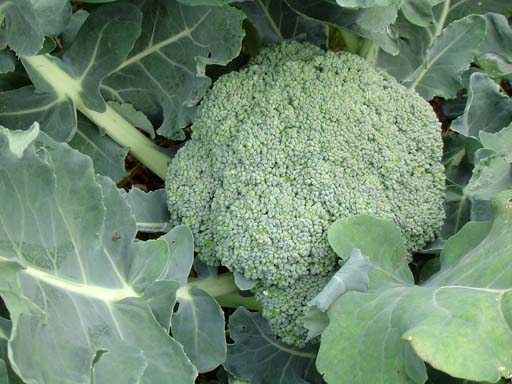
بروکلی

بروکُلی ("Kalame Xuŝehi“) با نام علمی Brassica oleracea از انواع سبزی و از خانواده کلم است.
کلم بروکلی به رنگ سبز تیره است که ساقه محکمی دارد و در رأس ساقه‌های سبز روشن آن‌ها، دسته‌های چترمانند گل‌های کوچک به رنگ سبز تیره می‌رویند. بروکلی سرشار از ویتامین آ و ویتامین سی است.
رایج‌ترین نوع کلم بروکلی در ایالات متحده آمریکا بروکلی سبز ایتالیایی است. به این نوع بروکلی کالابریایی (Calabrese) هم می‌گویند که نام شهرستانی در ایتالیا به نام کالابریا است که نخستین بار این سبزی در آن جا کشت شد.

## گیاه‌شناسی
بخش‌های خوراکی این سبزی (Kalam Xuŝehi ) شامل گل‌های کوچک سبز تیره در رأس گیاه و ۶ تا ۸ اینچ از ساقه ای است که گل‌های کوچک روی آن قرار گرفته‌اند. بروکلی خویشاوند نزدیک گل کلم، کلم برگ و کلم بروکسل محسوب می‌شود.
بروکلی یک گیاه عمودی یک ساله با برگ‌های گسترده بزرگ است که می‌تواند تا ارتفاع ۳ فوت رشد کند. این گیاه معمولاً از بذر کاشته شده رشد می‌کند و ۸۰ تا ۱۲۰ روز پس از کاشت، برداشت می‌شود. بخش قابل مصرف بروکلی در واقع یک دسته غنچه آماده بازشدن هستند. بروکلی بیش از حد رشد کرده سفت و چوب مانند است، چون قند موجود در گیاه تبدیل به لیگنین می‌شود. لیگنین نوعی فیبر است که در گیاهان به صورت لایه ای دور سلولز را احاطه کرده‌است و در اثر پخته شدن نرم نمی‌شود.

## پیشینه
واژه بروکلی از واژه لاتین brachium به معنای بازو و شاخه یا واژه ایتالیایی broccoli به معنای جوانه‌های کلم نشأت گرفته‌است.
قدمت کلم بروکلی به دوران امپراتوری روم برمی‌گردد. این سبزی که وحشی و بومی سواحل اروپا بود در اوایل دهه ۱۹۰۰ توسط مهاجرهای ایتالیایی به شمال کالیفرنیا در ایالات متحده آمریکا برده شد. در حال حاضر ۹۰ درصد از محصول بروکلی در بازار داخلی این کشور را تولیدکنندگان کالیفرنیایی تأمین می‌کنند. این سبزی اگر چه در همه جای دنیا رایج نبود اما در دهه ۱۹۷۰ بسیار در میان مردم شناخته شد. در این دهه مصرف بروکلی سالانه هر فرد از نیم پوند به ۴۱ پوند افزایش یافت. امروزه کلم بروکلی رتبه یازدهم را در میان پرمصرف‌ترین محصولات کشاورزی ایالات متحده دارد.

## سودمندی
کلم، منبع غنی ویتامین ث، گلوتامین و اسیدهای آمینه است.
سبزیجات تیره کلمیان مانند گل کلم و بروکلی پروتئین را در نواحی پرخطر رگ‌ها فعال می‌کند. یک ماده شیمیایی به نام سولفوروفان در سبزیجات وجود دارد که امکان محافظت در برابر بیماری‌های قلبی از طریق خوردن سبزیجات را باعث می‌شود.
هر چه بیشتر کلم بروکلی (و حتی کلم فندقی) خورده شود، خطر سرطان روده بزرگ و راست‌روده (انتهای روده بزرگ) در مردان کمتر می‌شود. کلم بروکلی با کاهش شیوع سرطان‌های حلق، دهان، معده، پروستات معده و مثانه مرتبط است.
بروکلی سرشار از فیبر و مواد مغذی است به دلیل کم کالری بودن این ماده غذایی برای لاغری مفیداست و احساس سیری طولانی مدت می‌دهد
بروکلی دارای ماده‌ای بنام سولفورافان است که تعداد، اندازه و تکثیر تومورهای سرطانی را به نحو چشمگیری کاهش می‌دهد. دارای مقادیر زیادی فیبر، کاروتنوئید، ویتامین ث و بتاکاروتن (پیش ساز ویتامین آ) است و یک آنتی‌اکسیدان قوی به‌شمار می‌آید.
کلسیم موجود در بروکلی، به همان میزان کلسیم موجود در شیر است، در نتیجه مصرف آن برای افرادی که دچار پوکی استخوان یا کمبود کلسیم هستند، بسیار مفید است.
آنتی‌اکسیدان‌های موجود در ویتامین C در جلوگیری از آسیب‌ها پوستی ناشی از تابش نور خورشید و چین و چروک بسیار حائز اهمیت است. زمانی که صحبت از ویتامین C می‌شود اغلب مردم مرکبات را منبعی سرشار از ویتامین C می‌شناسند. در صورتی که یک فنجان کلم بروکلی حاوی ۸۱ میلی‌گرم ویتامین C می‌باشد. این مقدار بیشتر از مقداری است که شما در یک روز کامل نیاز دارید. ویتامین C نقش مهمی در تشکیل کلاژن دارد. ویتامین A و ویتامین E نیز داشتن پوستی سالم مورد نیاز هستند، که بروکلی هردوی این ویتامین‌ها را نیز فراهم می‌کند. این خواص بیشمار باعث شده که به آن لقب سلطان سبزیجات را بدهند.
از کلم بروکلی زرد شده باید اجتناب کرد.

## نگارخانه

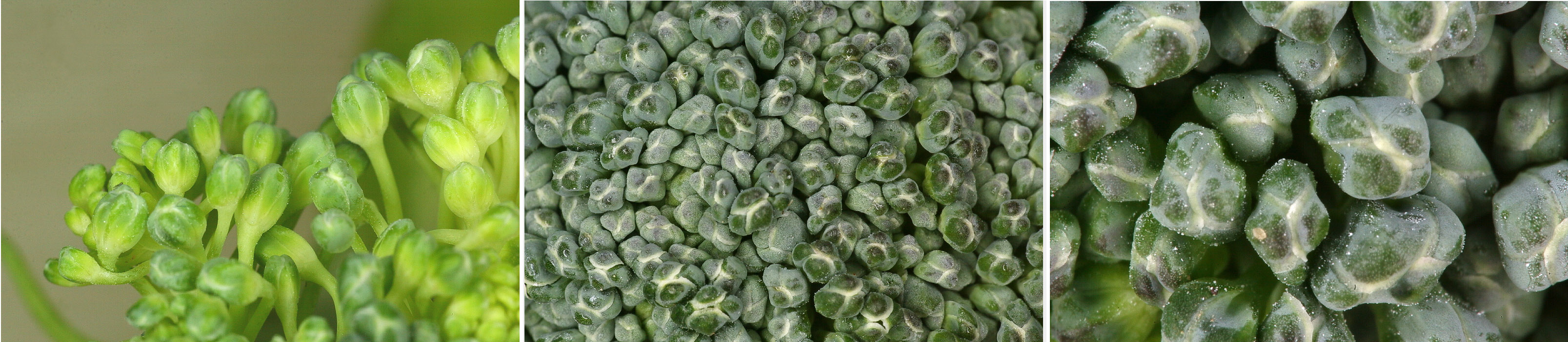
نمای بسیار نزدیک از برگ‌چه‌های بروکلی
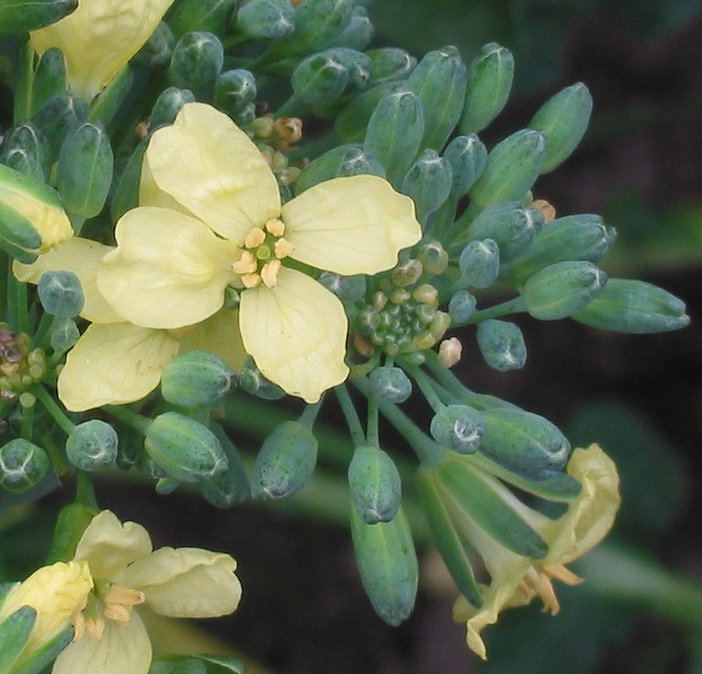
گل‌های بروکلی
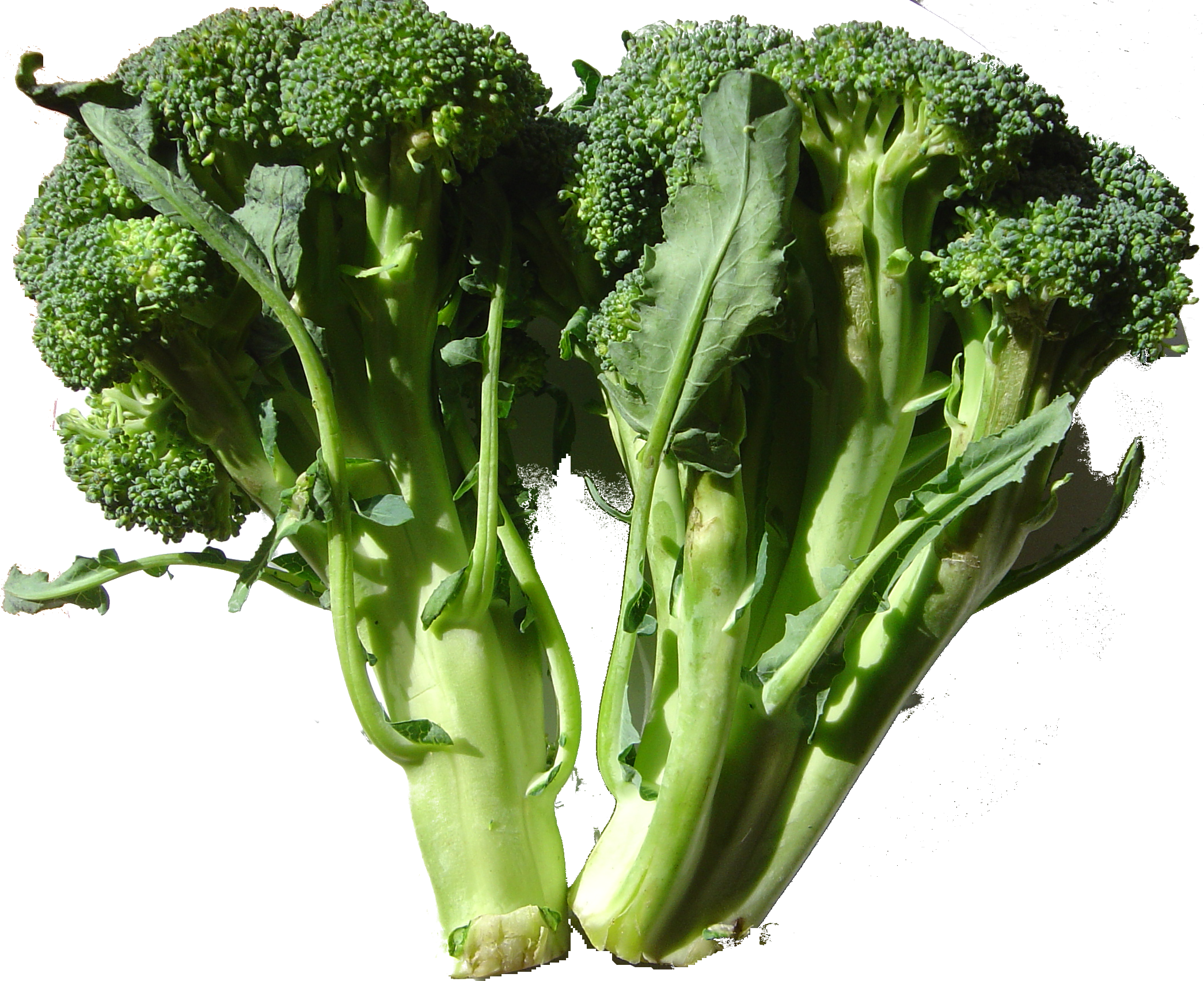
دو گل بروکلی
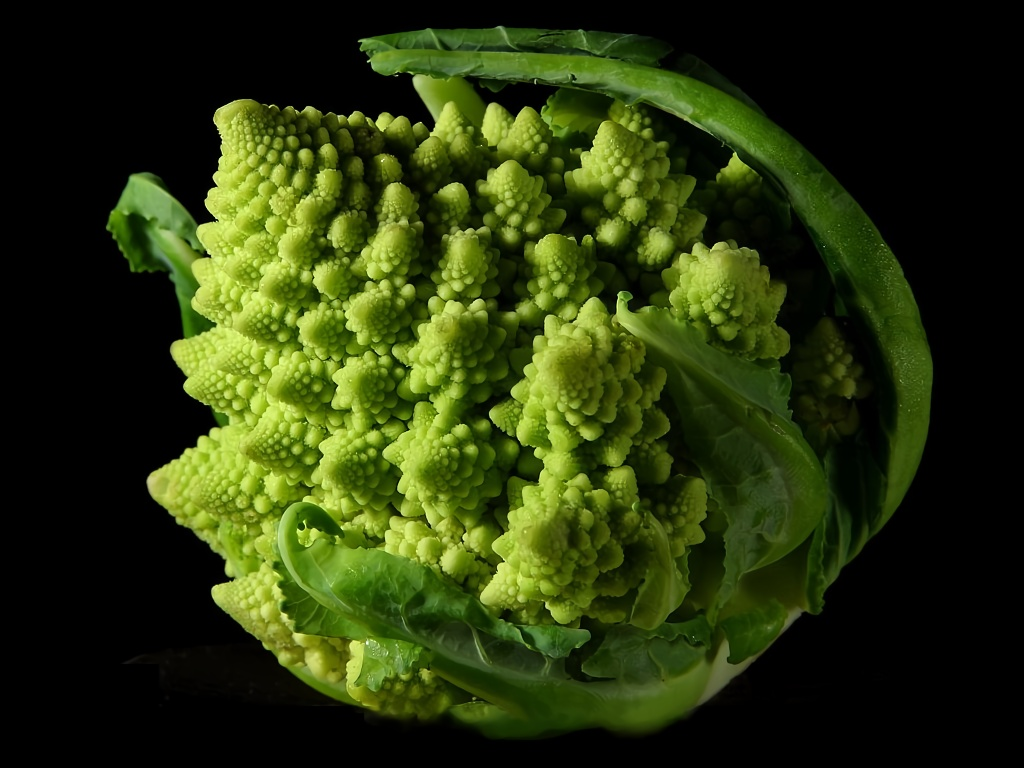
بروکلی رومانسکو که شکل‌های برخالی در آن دیده می‌شود
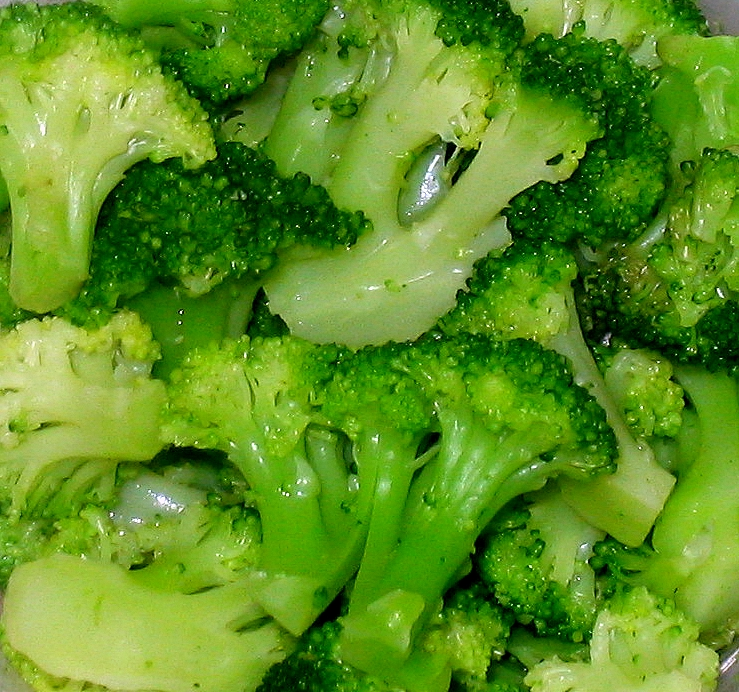
بروکلی بخارپز شده
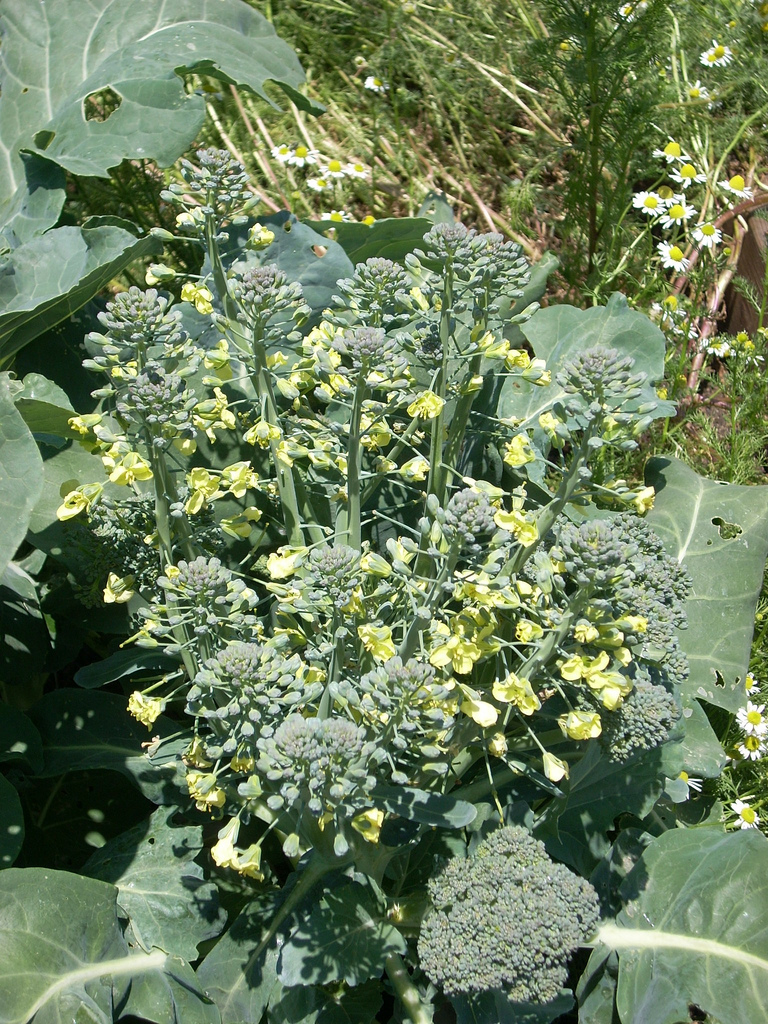
بروکلی شکوفه‌زده

## تولیدکنندگان

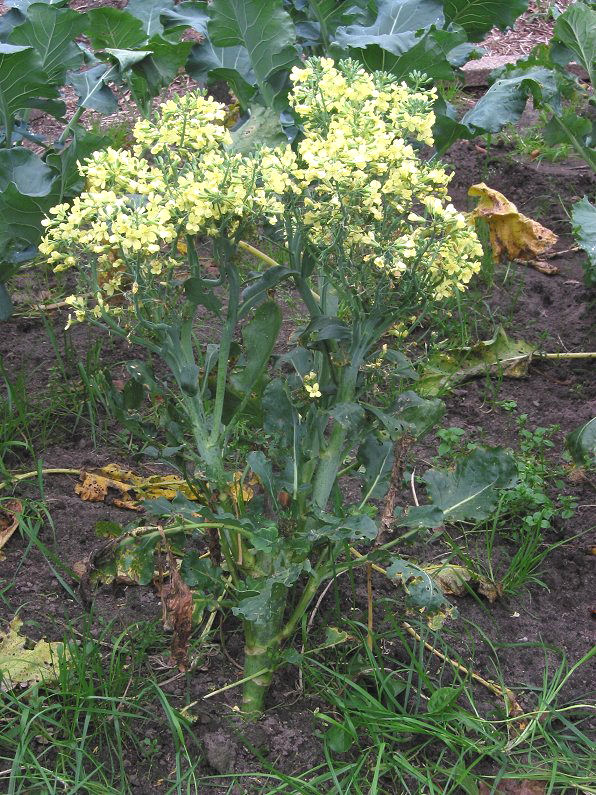
شکوفه بروکلی

تولیدکنندگان اصلی بروکلی در جهان:
| ده تولیدکننده بزرگ گل کلم و بروکلی (در تاریخ ۱۱ ژوئن ۲۰۰۸) | ده تولیدکننده بزرگ گل کلم و بروکلی (در تاریخ ۱۱ ژوئن ۲۰۰۸) |
| کشور                                                       | تولید (به تن)                                              |
| ---------------------------------------------------------- | ---------------------------------------------------------- |
| چین                                                        | ۸٬۵۸۵٬۰۰۰                                                  |
| هند                                                        | ۵٬۰۱۴٬۵۰۰                                                  |
| ایالات متحده آمریکا                                        | ۱٬۲۴۰٬۷۱۰                                                  |
| اسپانیا                                                    | ۴۵۰٬۱۰۰                                                    |
| ایتالیا                                                    | ۴۳۳٬۲۵۲                                                    |
| فرانسه                                                     | ۳۷۰٬۰۰۰                                                    |
| مکزیک                                                      | ۳۰۵٬۰۰۰                                                    |
| لهستان                                                     | ۲۷۷٬۲۰۰                                                    |
| پاکستان                                                    | ۲۰۹٬۰۰۰                                                    |
| بریتانیا                                                   | ۱۸۶٬۴۰۰                                                    |
| جهان                                                       | ۱۹٬۱۰۷٬۷۵۱                                                 |